# 內口綱
內口綱（Entognatha）又名内颚纲、内顎類，是節肢動物中的一綱，和昆蟲綱合稱為六足總綱。內口綱的口器藏于头部内一个可翻缩的囊里，上颚仅有一个关节与头部连接，此特徵將其和昆蟲區隔，但两者有些許關聯性。內口綱屬原始无翅类，触角大多数节内具肌肉，马氏管不发达或全无，腹部有附肢痕迹。
內口綱包含有彈尾目、雙尾目和原尾目三個目。這些動物在六足亞門之中的演化是獨立於昆蟲之外的，並且各個目之間也相互獨立。這三個目並不緊密關連，因此內口綱被認為是一個並系群。

## 形態學
這些小動物一開始便是無翼的了，而不如其他一些昆蟲是在之後才退化掉的。內口綱這一名稱是因為其口器是內縮在頭部裡面的緣故。其他和昆蟲之間的差別還有，內口綱的每根觸角都是有肉的，而昆蟲則只有尾部兩根有。在其下的三個目之中，只有彈尾目有眼睛。不過，許多的彈尾目動物仍然是瞎的，且即使存在著複眼，亦不會超過八隻單眼。
彈尾目在其第一節腹部上有一隻腹管，稱之為粘管，可以吸收空氣中的水分；在第三節腹部上則有個抓住分叉部位的持鉤，此一分叉部位的作用有如彈簧一般，而這也是彈尾目此一名稱的緣由。
原尾目沒有眼睛或觸角。牠們在腹部有腹針，被認為是退化後的腿部。
雙尾目有一對尾鬚。